# Catahoula
Catahoula es un lugar designado por el censo ubicado en la parroquia de St. Martin en el estado estadounidense de Luisiana. En el Censo de 2010 tenía una población de 1094 habitantes y una densidad poblacional de 132,04 personas por kilómetro cuadrado.

## Geografía
Catahoula se encuentra ubicado en las coordenadas 30°12′47″N 91°43′0″O / 30.21306, -91.71667. Según la Oficina del Censo de los Estados Unidos, Catahoula tiene una superficie total de 8.29 km², de la cual 7.93 km² corresponden a tierra firme y (4.28 %) 0.35 km² es agua.

## Demografía
Según el censo de 2010, había 1094 personas residiendo en Catahoula. La densidad de población era de 132,04 hab./km². De los 1094 habitantes, Catahoula estaba compuesto por el 97.71 % blancos, el 0.73 % eran afroamericanos, el 0.27 % eran amerindios, el 0.09 % eran asiáticos, el 0 % eran isleños del Pacífico, el 0 % eran de otras razas y el 1.19 % pertenecían a dos o más razas. Del total de la población el 0.37 % eran hispanos o latinos de cualquier raza.